# Charles Lenormant
Charles Lenormant (Parigi, 1º giugno 1802 – Atene, 22 novembre 1859) è stato un archeologo, numismatico ed egittologo francese.

## Biografia
Nel 1828, come Ispettore delle Belle Arti, accompagnò Jean-François Champollion nel suo primo viaggio in Egitto.
Dapprima bibliotecario alla Bibliothèque de l'Arsenal, nel 1832 fu alla Biblioteca nazionale di Francia come conservatore-aggiunto del Cabinet des Médailles.
Nel 1837, alla morte di Joseph Van Praet, gli successe nella carica di conservatore al Département des Imprimés.
Nel 1838 divenne professore all'Università di Parigi e membro dell'Institut de France.
Nel 1839 fu eletto membro dell'Académie des inscriptions et belles-lettres e, l'8 agosto dell'anno seguente, assunse Conservatoria del Cabinet des Médailles, al posto dell'egittologo Antoine Jean Letronne. Nel 1848, terzo dopo Champollion e Letronne, ricoprirà la cattedra di Archeologia al Collège de France, dividendo l'insegnamento tra il Collège e l'Institut.